# Oberheldrungen
Oberheldrungen es un municipio situado en el distrito de Kyffhäuser, en el estado federado de Turingia (Alemania), a una altitud de 150 metros. Su población a finales de 2016 era de unos 800 habitantes y su densidad poblacional, 66 hab/km².
Se encuentra ubicado a poca distancia al sur de la frontera con el estado de Sajonia-Anhalt. Dentro del distrito, no pertenece a ninguna mancomunidad (Verwaltungsgemeinschaft), ya que las funciones de mancomunidad las realiza el ayuntamiento de la vecina ciudad de An der Schmücke.
Se conoce la existencia de la localidad desde el año 874 y su topónimo hace referencia a que históricamente dependía de la vecina ciudad de Heldrungen. El principal monumento de la localidad es la iglesia de San Bonifacio, construida en 1714. La localidad fue antiguamente un pueblo minero en cuyos alrededores se extraía potasa y carnalita.